# ماریا ریوا
ماریا ریوا (انگلیسی: Maria Riva؛ زادهٔ ۱۳ دسامبر ۱۹۲۴) هنرپیشه، شرح‌خال‌نویس، تاریخ‌نگار، پدیدآور، کنشگر اجتماعی و خواننده اهل ایالات متحده آمریکا است.
از فیلم‌ها یا برنامه‌های تلویزیونی که وی در آن نقش داشته‌است می‌توان به امپراتریس سرخ‌پوش اشاره کرد.